# Màcula (dermatologia)
Una màcula (terme en llatí que significa «taca») és una taca de la pell causada per una alteració de la pigmentació, del reg sanguini o per sortida de sang (al teixit). Aquests canvis no van acompanyats d'un augment de consistència o un canvi de nivell (de la pell). Són de color, mida i forma variable:
- Les màcules pigmentàries resulten de canvis en la concentració de melanina, emmagatzemats per melanòcits a la pell, i l'excés d'aquest compost resulta en una màcula hipercromàtica i l'absència o escassetat de màcules acròmiques o hipocròmiques, respectivament.
- Les màcules vasculars són produïdes per defectes en la microcirculació de la pell. Quan es comprimeixen, haurien de desaparèixer i en descomprimir-les reaparèixer, que els diferencia de les macules hemorràgiques. La telangièctasi i l'eritema són tipus de macules vasculars.
- Les màcules hemorràgiques, segons la seva forma i mida, es poden classificar com petèquies (format d'un punt) i equímosis (format de placa). El color de les taques hemorràgiques varia d'acord amb el seu estadi, que evoluciona des de vermell-violeta fins a groc, ja que hi ha una degradació de l'hemoglobina de la sang. Quan hi ha extravasació de sang, que causa l'elevació de la pell, és un hematoma.